# Огун (штат)
Огу́н (англ. Ogun State) — штат у південно-західній частині Нігерії. 24-й за площею і 16-й за населенням штат Нігерії. Адміністративний центр штату — місто Абеокута.

## Адміністративний поділ
Адміністративно штат ділиться на 21 територію місцевого управління:
- Abeokuta North
- Abeokuta South
- Ado-Odo/Ota
- Ewekoro
- Ifo
- Іджебу-Ест
- Іджебу-Норт
- Іджебу-Норт-Ест
- Іджебу-Ігбо
- Іджебу-Оде
- Ikenne
- Imeko Afon
- Ipokia
- Obafemi Owode
- Odogbolu
- Odeda
- Ogun Waterside
- Remo North
- Шагаму
- Yewa North formerly Egbado North
- Yewa South formerly Egbado South

## Економіка
Огун — аграрний штат, що спеціалізується на вирощуванні какао. У штаті розвинена броварська та цементна промисловість, виробництво пальмової олії, велосипедних шин, деревообробка.